# Sergio Rossi (imprenditore)
Sergio Rossi (Torino, 1º febbraio 1923 – Torino, 26 dicembre 2004) è stato un imprenditore e dirigente sportivo italiano.

## Biografia
Industriale del settore metalmeccanico, legò il suo nome a quello della società del Torino e del gruppo Comau di cui fu fondatore e presidente.
Nel maggio del 1982 subentrò infatti ad Orfeo Pianelli alla conduzione della società piemontese, chiamando al suo fianco come amministratore delegato il dirigente Luciano Nizzola e il direttore sportivo Moggi (Eugenio Bersellini prima e Gigi Radice poi ricoprivano la carica di allenatore).
Con il suo avvento al timone della società granata - iscritta al campionato di Serie A - le sorti della squadra migliorarono leggermente dopo una serie di stagioni disastrose con un miglioramento delle posizioni di classifica: nel suo primo anno di gestione, il Torino si classificò all'ottavo posto. Nella stagione 1984/85 ottenne il secondo posto alle spalle del Verona al termine di una grande stagione e conseguente qualificazione Uefa. Molto buona fu anche la stagione successiva con un quarto posto finale e nuova qualificazione in Europa. 
Dopo cinque anni di gestione Rossi fu costretto ad abbandonare la presidenza del Torino al termine della stagione 1986-87 conclusa con un undicesimo posto ed in seguito ad una non chiara contestazione di una parte della tifoseria. A subentrargli nella proprietà della società fu Mario Gerbi.
Riposa nel cimitero di Cavoretto.